# Загибель мадам Леман
Загибель мадам Леман (фр. L'ordre et la sécurité du monde) — франко-американський трилер 1978 року.

## Сюжет
Журналіст Лукас Ріхтер їде в Цюрих на якесь конспірологічне завдання. В купе експреса він випадково міняється паспортами з блондинкою мадам Гелен Леман. Ту по приїзді відмовляються селити в готелі за чужим паспортом, Гелена розуміє що сталося і починає бігати по місту в пошуках Ріхтера. Це призводить до розпалу міжнародних інтриг, пов'язаних з протистоянням двох могутніх держав.

## У ролях
| Актор             | Роль           |
| ----------------- | -------------- |
| Бруно Кремер      | Лукас Ріхтер   |
| Дональд Плезенс   | Ротко          |
| Лора Дешаснель    | Гелен Леман    |
| Денніс Гоппер     | Медфорд        |
| Джозеф Коттен     | Фостер Джонсон |
| Габріеле Ферцетті | Герцог         |
| Мішель Буке       | Мюллер         |
| П'єр Сантіні      | Кауффер        |
| Анрі Серр         | Массоньєр      |
| Баарон            | Нгамі          |